# Ногара ди Пјана (Виченца)
Ногара ди Пјана (итал. Nogara di Piana) је насеље у Италији у округу Виченца, региону Венето.
Према процени из 2011. у насељу је живело 17 становника. Насеље се налази на надморској висини од 411 м.